# CollabNet
CollabNet est une entreprise informatique qui vend des services et du logiciel.